# Иосафат (Говера)
Иосафа́т Оле́г Яросла́вович Гове́ра (укр. Йосафат-Олег Ярославович Говера; 12 сентября 1967, Ивано-Франковск) — епископ, первый волынский экзарх  Украинской Греко-Католической Церкви, титулярный епископ Цезарианы.

## Биография
Родился 12 сентября 1967 года в городе Ивано-Франковске. После окончания средней школы учился в подпольной духовной семинарии. 30 мая 1990 год рукоположен в сан иерея. Служил настоятелем прихода Святых Владимира и Ольги посёлка городского типа Великая Березовица.
С 1996 по 1999 учился в Люблинском Католическом Университете. После этого был вице-ректором Высшей духовной семинарии им. Иосифа Слипого.
В 2004—2007 годы учился в Папском Восточном институте в Риме, где получил степень лиценциата пасторского богословия.
Затем Иосафат Говера исполнял обязанности ректора Высшей духовной семинарии им. Иосифа Слипого.
15 января 2008 года назначен главой новообразованного Волынского экзархата Украинской Греко-Католической Церкви, который объединяет Волынскую и Ровенскую области, с титулярным престолом в Цезариане. Назначение Говеры означает, что УГКЦ намерена заняться миссионерской деятельностью в этом регионе.
7 апреля 2008 года в Тернополе состоялась его епископская хиротония, которую совершили 7 апреля глава УГКЦ кардинал Любомир Гузар и епископы Василий Семенюк и Павел Хомницкий.
Интронизация состоялась 12 апреля 2008 года в храме Рождества Богородицы Луцка. Обряд совершил Верховный архиепископ Украинской греко-католической церкви кардинал Любомир Гузар. После церемонии интронизации епископ Иосафат возглавил литургию, в которой принимали участие более 10 епископов, среди них были представители Римско-католической церкви и УПЦ КП.
13 ноября 2014 года в Ровно совместно с двумя епископами УПЦ МП Варфоломеем (Ващуком) и Анатолием (Гладким), епископом Киевского Патриархата Иларионом (Проциком) и митрополит Львовский Макарий (Малетич) из УАПЦ подписал меморандум «о создании Украинской поместной церкви». В Меморандуме говорится, что «все церкви Ровенской области признают и молятся за целостное и единое государство Украина, что они выступают за создание Украинской поместной православной церкви, осуждают действия России как агрессора и других государств по захвату территории Украины, а также посягательство на целостность и государственный суверенитет Украины, осуждают разжигание межрелигиозной розни и захват православных храмов одной конфессии другой, не отрицают религиозное волеизъявление жителей Ровенщины о конфессиональной независимости согласно закону Украины „О свободе совести и религиозных организациях“». Однако уже спустя несколько дней документ, который некоторые даже поспешили сравнить с Брестской унией 1596 года, был дезавуирован несколькими из подписавших его сторон, а 18 ноября губернатор снят со своего поста решением президента Петра Порошенко. В опубликованном 20 ноября заявлении епископ Иосафат Говера снимал свою подпись с документа и отмечал, что «меморандум был инициативой представителей обладминистрации».
Старший брат священника Василия Говеры.